# Thottea dependens
Thottea dependens là một loài thực vật có hoa trong họ Aristolochiaceae. Loài này được (Planch.) Klotzsch miêu tả khoa học đầu tiên năm 1859.